# Bryum andrei
Bryum andrei là một loài rêu trong họ Bryaceae. Loài này được Cardot & P. de la Varde mô tả khoa học đầu tiên năm 1923.